# Generalska afera
‎Generalska afera (izvirni nemški naslov Generals Affären) je zgodovinsko-dokumentarni roman, delo Hansa Hellmuta Kirsta, ki je prvič izšlo leta 1977. V slovenščino ga je prevedel Milan Mlačnik in izšel je leta 1979 pri Založbi Mladinska knjiga.
Roman temelji na resničnih dogodkih, med katere je avtor vpletel še izmišljene oz. literarno spremenjene dogodke. Roman govori o dogodkih okoli razrešitve generalfeldmaršala Wernerja von Blomberga in generalpolkovnika Wernerja von Fritscha. Oba sta zasedala dve najpomembnejši funkciji znotraj Wehrmachta (prvi minister vojne Nemčije in s tem vrhovni poveljnik Wehrmachta, drugi pa načelnik generalštaba Heera), a sta bila zaradi apolitičnega mišljenja in sledenja stari pruski vojaški tradiciji nezaželena pri Hitlerju. Proti njima so uporabili izmišljene dokaze in ju tako prisilili, da sta odstopila iz svojih položaj, na katere so potem postavili bolj primerne generale.